# Johan van Stratum
Johan van Stratum (15 de abril de 1982, Países Bajos) es un músico neerlandés, conocido por ser el bajista de la banda de metal progresivo Stream of Passion. Empezó su carrera musical en 1995 en una banda con el tecladista Joost van den Broek (After Forever, Star One), uniéndose después en 1999 a Agitator, grupo holandés cuyo estilo denominan como "rapover crosscore". Con esta banda se presenta en el prestigioso festival Bospop en 2002.
También en 2002 se une a Forcefeed, grupo de metal con el cual edita 2 discos: "When grey becomes" (2004) y "Stainless" (2005). En 2004 es llamado por el músico y compositor holandés Arjen Lucassen para unirse a Stream of Passion.
Actualmente forma parte del grupo de metal progresivo VUUR creado por Anneke van Giersbergen y desde el 2021 es el bajista oficial de la banda Blind Guardian.

## Discografía

### Stream of Passion
- Embrace the Storm (2005)
- Live in the Real World (show en vivo, 2006)
- The Flame Within (2009)[15]
- Darker Days (2011)
- A War of Our Own (2014)
- Memento (show en vivo, 2016)

### VUUR
- In This Moment We Are Free – Cities (2017)

### Como artista invitado
- ReVamp - Wild Card (2013)
- The Gentle Storm - The Diary (2015)
- Ayreon - The Theater Equation (show en vivo, 2016)
- Ayreon - Ayreon Universe – The Best of Ayreon Live (show en vivo, 2018)